# Ciclo Higroscópico
El Ciclo Higroscópico es un ciclo termodinámico, similar al ciclo Rankine, caracterizado por trabajar con compuestos higroscópicos los cuales optimizan la condensación del vapor de salida de la turbina, pudiendo trabajar con alto vacío a la salida de la misma y buenas condiciones de refrigeración. En definitiva, se aumenta la temperatura de condensación para una presión determinada en el condensador.
En este ciclo el condensador es un absorbedor de vapor, a diferencia del condensador tradicional encontrado en el ciclo de Rankine. Aquí el vapor de salida de la turbina es absorbido mediante una corriente acuosa rica en compuestos higroscópicos, los cuales además de aportar sus propiedades físicas y químicas al proceso protegen al ciclo de la corrosión, ajustan el pH, y controlan las incrustaciones. La energía de condensación de este ciclo se libera en un aerorefrigerante por lo que el consumo de agua de refrigeración en la mayoría de los casos es prácticamente nulo.
En este ciclo se aprovecha la purga de caldera rica en compuestos higroscópicos, tanto térmicamente en un recuperador entálpico, como químicamente en un absorbedor de vapor. 
La configuración de este ciclo, el uso de compuestos higroscópicos y los equipos característicos del mismo (absorbedor de vapor, aerorefrigerante y recuperador entálpico) permiten aportar, a diferencia de un ciclo Rankine, mayor rendimiento eléctrico, ahorro del 85 al 100% en agua de refrigeración, reducción del precio de inversión, reducción de los costes de operación y mantenimiento, mayor vida de la instalación, fiabilidad, disponibilidad y reducción del impacto ambiental.

## Principios
Los ciclos de absorción se basan físicamente en la capacidad que tienen algunas sustancias, tales como el agua y algunas sales como el bromuro de litio, para absorber, en fase líquida, vapores de otras sustancias tales como el amoniaco y el agua, respectivamente. Por similitud, en este ciclo el agua sería el fluido refrigerante y el compuesto higroscópico el absorbente.
Una de las principales aplicaciones de los compuestos higroscópicos es la refrigeración por absorción. Estas máquinas empezaron a comercializarse a principios de los años 50, aunque su principio se conoce desde hace más de 100 años. 

## Fluidos Higroscópicos
Los compuestos higroscópicos son todas aquellas sustancias que atraen agua en forma de vapor o de líquido de su ambiente, de ello su principal aplicación como desecantes. Muchos de ellos reaccionan químicamente con el agua como los hidruros o los metales alcalinos. Otros lo atrapan como agua de hidratación en su estructura cristalina como es el caso del sulfato sódico. El agua también puede adsorberse físicamente. En estos dos últimos casos, la retención es reversible y el agua puede ser desorbida. En el primer caso, al haber reaccionado, no se puede recuperar de forma simple.
Ejemplos de dichos compuestos son: cloruro de calcio, cloruro férrico, cloruro de magnesio, cloruro de zinc, carbonato de potasio, sulfato de sodio, bromuro de litio, hidróxido de potasio y el hidróxido de sodio. La presencia de estos compuestos en dilución con el agua modifica las propiedades de la misma en relación con su estado puro. Estas modificaciones se conocen como propiedades de una solución, clasificándose en constitutivas (viscosidad, densidad, conductividad eléctrica, etc) y coligativas (descenso de la presión de vapor del solvente, aumento del punto de ebullición, disminución del punto de congelación y presión osmótica) de especial interés en esta tecnología.

## Mejoras del ciclo Higroscópico
Todas las optimizaciones utilizadas en el ciclo Rankine pueden ser integradas en este ciclo, como el sobrecalentamiento, recalentamiento y regeneración.

## Estado de la técnica
El Ciclo Higroscópico fue creado y desarrollado por Francisco Javier Rubio Serrano en 2008 y se encuentra en el estado de la técnica Archivado el 3 de octubre de 2015 en Wayback Machine. desde 2010, como "Ciclo Rankine con etapa de absorción mediante compuestos higroscópicos" . En 2012 IMASA, Ingeniería y Proyectos, S.A, adquirió los derechos de explotación en exclusiva de la tecnología.
Es un ciclo termodinámico que evoluciona al ciclo Rankine, con similitudes con el ciclo Kalina.
Este ciclo es aplicable a cualquier planta que utilice un ciclo Rankine o de vapor para generación de energía eléctrica (centrales termoeléctricas, plantas de biomasa, Central térmica solar, ciclos combinados, centrales nucleares, cogeneracion, y reconvertir plantas de térmicas de combustibles fósiles en combustibles regenerables), en especial aquellas donde el precio del agua es alto o dicho recurso está poco accesible.

## Planta demostración del ciclo higroscópico[5]
Se ha construido una planta demostración del ciclo higroscópico, demostrando los conceptos del ciclo, que incluye la absorción de vapor en un absorbedor en el que se recirculan compuestos higroscópicos, obteniéndose condensaciones con temperaturas más elevadas que la temperatura de saturación. Se comprueba así las características físicas y químicas de los compuestos higroscópicos, así como su impacto en la caldera, y otros equipos principales del ciclo similares a los que se encuentran en centrales termoeléctricas.

## Ciclo Higroscópico en la industria[6]
Una planta de 12.5 MW con biomasa como combustible está en funcionamiento en la provincia de Córdoba desde el 22 de mayo de 2017 utilizando el ciclo higroscópico. La biomasa como fuente de energía renovable está dentro de las políticas sectoriales de la Unión Europea, y va a desarrollar un papel importante en la matriz energética en el futuro. El combustible utilizado es orujillo, y la primera planta en España en utilizar caldera de lecho fluidizado. La producción de la planta se veía obligada a reducir su producción año tras año debido a la falta de agua y las restricciones que suponían las elevadas temperaturas que se alcanzan en la campiña sur Cordobesa. Se esperan aumentos sucesivos de temperatura por el cambio climático, y con la tencología de ciclo higroscópico, la planta ha podido independizarse del agua aumentando su rendimiento eléctrico neto y seguir produciendo en condiciones extremas de calor, y restricciones de agua.